# Musée historique de l'Arme des Carabiniers
Le musée historique de l'Arme des Carabiniers (en italien : Museo storico dell'Arma dei carabinieri) est un musée de Rome, en Italie, situé sur la Piazza del Risorgimento, au 46, à proximité du Vatican. Il est consacré à l'arme des Carabiniers.
Le circuit de visite est chronologique et thématique, à partir de la création des Carabiniers, en 1814. Il couvre l'histoire de l'Italie sur deux siècles.

## Histoire
En 1908, le périodique italien Rivista militare (it) publie un article intitulé Pour la création d'un musée historique des Carabiniers, rédigé par le capitaine Vittorio Gorini. L'officier préconise la nécessité d'ouvrir un musée historique consacré à l'arme « (...) le recueil de souvenirs et de la mémoire qui constitue l'histoire racontée... pour la préservation des vertus qui honorent et enseignent l’honneur du corps des Carabiniers (...) », proposant l'inauguration du musée, à la date anniversaire de la création des Carabiniers, qui a lieu le 13 juillet 1814.

## Source de la traduction
- (it) Cet article est partiellement ou en totalité issu de l’article de Wikipédia en italien intitulé « Museo storico dell'Arma dei carabinieri » (voir la liste des auteurs).